# 拉埃雷勒
拉埃雷勒（法語：La Hérelle，法語發音：[la eʁɛl]）是法国瓦兹省的一个市镇，属于克莱蒙区。

## 地理
拉埃雷勒（49°35'27"N, 2°24'53"E）面积5.15 平方千米，位于法国上法蘭西大區瓦兹省，该省份为法国北部内陆省份，北起索姆省，西接厄尔省和滨海塞纳省，南至塞纳-马恩省和瓦兹河谷省，东临埃纳省。
与拉埃雷勒接壤的市镇（或旧市镇、城区）包括：舍普瓦、加讷、莫里-蒙克吕、普兰维尔、桑莫兰维莱、韦勒-佩雷讷。

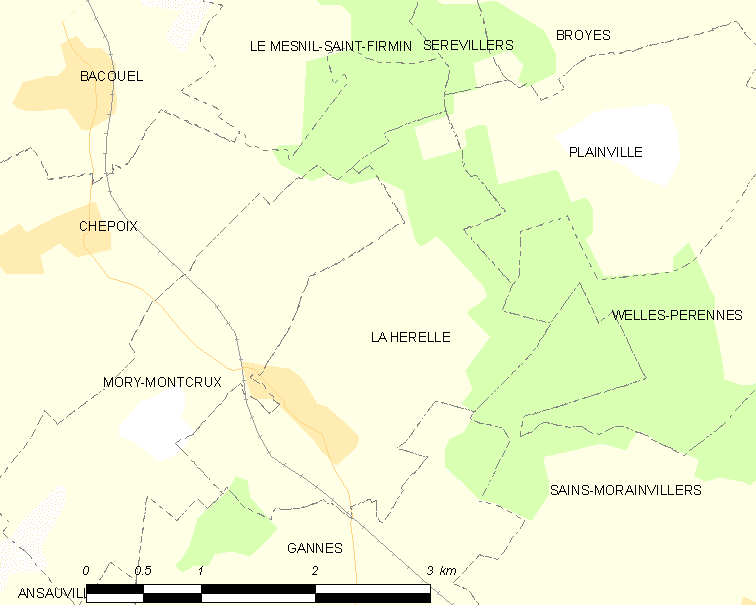
拉埃雷勒的OSM定位图

拉埃雷勒的时区为UTC+01:00、UTC+02:00（夏令时）。

## 行政
拉埃雷勒的邮政编码为60120，INSEE市镇编码为60311。

## 政治
拉埃雷勒所属的省级选区为圣瑞斯特昂绍塞县。

## 人口

1962-2008年间拉埃雷勒人口变化图示

拉埃雷勒于2022年1月1日时的人口数量为238人。